# یواس‌اس میکوستا (وای‌تی‌ام-۳۹۲)
یواس‌اس میکوستا (وای‌تی‌ام-۳۹۲) (به انگلیسی: USS Mecosta (YTM-392)) یک کشتی بود که طول آن ۱۰۰ فوت ۰ اینچ (۳۰٫۴۸ متر) بود. این کشتی در سال ۱۹۴۴ ساخته شد.